# Veronica Waceke
Veronica Waceke es una actriz keniana.

## Carrera
Participó en la película Fundi-Mentals del 2015. Por su actuación en My Faith, ganó el premio Mejor Actriz de África Oriental en el Festival de Cine de Mashariki. Interpretó a Lesedi en la producción del Teatro Nacional de Kenia de la obra de Walter Sitati Locura necesaria 2: Desprecio deliberado en 2019.
Por su trabajo en la serie de televisión Higher Learning, fue nominada al premio Africa Magic Viewers Choice Awards de 2014 como Mejor Actriz de Drama.

## Filmografía
- The Captain of Nakara (2012)
- Fundi-Mentals (2015)